# Cisoida
Cisoida je krivulja, ki nastane s pomočjo dveh krivulj C1 in C2 in ene točke O, ki jo imenujemo pol. Naj bo L premica, ki poteka skozi točko O in seka krivuljo C1 v točki P1. Ista premica naj seka krivuljo C2 v točki P2 in krivulja C1 v točki P1. Naj bo točka P2 na premici L tako, da bo veljalo OP = P1P2. Geometrijsko mesto točk P je cisoida krivulj C1 in C2 glede na točko O. Nekateri avtorji uporabljajo drugačne, vendar smiselno enake definicije. Krivuljo cisoido lahko izdelamo tudi na eni ali več krivuljah. Cisoida je posplošitev krivulje z imenom Dioklesova cisoida. Cisoida algebrske krivulje in premice je zopet algebrska krivulja .
Ime izvora iz grške besede κισσοείδες kissoeides, kar pomeni oblika bršljana (izhaja iz besede κισσός kissos, kar pomeni bršljan), ter besede -οειδές -oeides, kar pomeni podoben. 

## Opis
Naj bosta {\displaystyle C_{1}\,} in {\displaystyle C_{2}\,} dve krivulji in O naj bo izhodišče. Enačbi za {\displaystyle C_{1}\,} in {\displaystyle C_{2}\,} v polarnih koordinatah sta {\displaystyle r=f_{1}(\theta )} in {\displaystyle r=f_{2}(\theta )}.
Enačba 
{\displaystyle r=f_{2}(\theta )-f_{1}(\theta )}
v tem primeru opisuje cisoido krivulj {\displaystyle C_{1}\,} in {\displaystyle C_{2}\,} glede na izhodišče. Ker pa lahko točko prikažemo v polarnih koordinatah z različnimi enačbami, veljajo za krivuljo {\displaystyle C_{1}\,} naslednje enačbe 
{\displaystyle r=-f_{1}(\theta +\pi ),\ r=-f_{1}(\theta -\pi ),\ r=f_{1}(\theta +2\pi ),\ r=f_{1}(\theta -2\pi ),\ \dots }.
Če še upoštevamo, da velja 
{\displaystyle r=f_{2}(\theta )-f_{1}(\theta )}, potem lahko napišemo za cisoido
{\displaystyle r=f_{2}(\theta )-f_{1}(\theta ),\ r=f_{2}(\theta )+f_{1}(\theta +\pi ),\ r=f_{2}(\theta )+f_{1}(\theta -\pi ),\ }
{\displaystyle r=f_{2}(\theta )-f_{1}(\theta +2\pi ),\ r=f_{2}(\theta )-f_{1}(\theta -2\pi ),\ \dots }.
Vedno pa se moramo odločiti katera perioda se mora odstraniti zaradi podvojitve. 
Primer:
Naj bosta krivulji {\displaystyle C_{1}\,} in {\displaystyle C_{2}\,} elipsi:
{\displaystyle r={\frac {1}{2-\cos \theta }}}.
Prva veja cisoide je dana z 
{\displaystyle r={\frac {1}{2-\cos \theta }}-{\frac {1}{2-\cos \theta }}=0}, kar je izhodišče.
Elipsa je dana tudi z enačbo
{\displaystyle r={\frac {-1}{2+\cos \theta }}}.
Tako za drugo vejo dobimo
{\displaystyle r={\frac {1}{2-\cos \theta }}+{\frac {1}{2+\cos \theta }}}.
Kadar sta krivulji {\displaystyle C_{1}\,} in {\displaystyle C_{2}\,} dani v parametrični obliki
{\displaystyle x=f_{1}(p),\ y=px}
in
{\displaystyle x=f_{2}(p),\ y=px},
potem je cisoida glede na izhodišče, dana z enačbo
{\displaystyle x=f_{2}(p)-f_{1}(p),\ y=px}.

## Posebni primeri
- kadar je C1 krožnica s središčem v točki O je cisoida konhoida krivulje C2.
- kadar pa sta C1 in C2 vzporedni premici, je cisoida tretja premica vzporedna obema premicama

### Hiperbole
Naj bosta krivulji {\displaystyle C_{1}\,} in {\displaystyle C_{2}\,} dve nevzporedni premici in O naj bo izhodišče.
Polarni obliki enačb za {\displaystyle C_{1}\,} in {\displaystyle C_{2}\,} sta
{\displaystyle r={\frac {a_{1}}{\cos(\theta -\alpha _{1})}}}
in 
{\displaystyle r={\frac {a_{2}}{\cos(\theta -\alpha _{2})}}}.
Po preurejanju dobimo za enačbo cisoide v kartezičnem koordinatnem sistemu 
{\displaystyle x^{2}-m^{2}y^{2}=bx+cy}.
To pa je hiperbola, ki poteka skozi izhodišče. Cisoida dveh nevzporednih premic je torej hiperbola, ki vsebuje tudi pol.

### Zahradnikove cisoide
Zahradnikova cisoida se imenuje po češkem matematiku Karlu Zahradniku (1848 – 1916). Definirana je kot cisoida stožnice in premice. Zahradnikove cisoide tvorijo celo družino enačb tretje stopnje. Med nje spadajo:
- Maclaurinova trisektrisa z enačbo

{\displaystyle 2x(x^{2}+y^{2})=a(3x^{2}-y^{2})}
To je cisoida krožnice {\displaystyle (x+a)^{2}+y^{2}=a^{2}} in premice {\displaystyle x={-{a \over 2}}} glede na izhodišče.
- Dioklesova cisoida z enačbo

{\displaystyle x(x^{2}+y^{2})+2ay^{2}=0}
To je cisoida krožnice {\displaystyle (x+a)^{2}+y^{2}=a^{2}} in premice {\displaystyle x=-2a} glede na izhodišče. Ta vrsta krivulje je dala ime vsej družini cisoid. Zaradi tega nekateri tej krivulji pravijo kar cisoida.
- prava strofoida z enačbo

{\displaystyle y^{2}(a+x)=x^{2}(a-x)}
To je cisoida krožnice {\displaystyle (x+a)^{2}+y^{2}=a^{2}} in premice {\displaystyle x=-2a}. 
- de Sluzejeva konhoida je cisoida krožnice {\displaystyle (x+a)^{2}+y^{2}=a^{2}} in premice {\displaystyle x+y=-a} glede na izhodišče.

- Descartesov list z enačbo

{\displaystyle x^{3}+y^{3}=3axy}
je cisoida elipse {\displaystyle x^{2}-xy+y^{2}=-a(x+y)} in premice {\displaystyle x+y=-a} glede na izhodišče.